# Claude Moore
Claude Douglas Hamilton Moore, CB, CMG, DSO (* 9. Februar 1875; † 14. September 1928) war ein britischer Offizier und zuletzt Generalmajor der British Army, der unter anderem von 1927 bis zu seinem Tode 1928 Kommandeur der 42. Infanteriedivision (42nd (East Lancashire) Infantry Division) war.

## Leben
Claude Douglas Hamilton Moore begann nach dem Schulbesucht eine Offiziersausbildung und wurde nach deren Abschluss am 27. November 1895 als Second Lieutenant in das Suffolk Regiment übernommen.  In den folgenden Jahren fand er zahlreiche Verwendungen als Offizier sowie Stabsoffizier. Später wechselte er zum Royal Warwickshire Regiment und nahm am Zweiten Burenkrieg (1899 bis 1902) sowie am Ersten Weltkrieg teil. Für seine militärischen Verdienste in dieser Zeit wurde er 1915 Companion des Distinguished Service Order (DSO) sowie zudem 1918 Companion des Order of St Michael and St George (CMG). Als Brigadier-General wurde er im Januar 1920 Kommandeur der zur Britisch-Indischen Armee gehörenden 11. Ahmednagar Brigade, aus der 1923 die 22. Indische Infanteriebrigade (22nd Indian Infantry Brigade) hervorging, und hatte dieses Kommando bis Januar 1924 inne. 1925 wurde er auch Companion des Order of the Bath (CB).
Zuletzt übernahm er als Major-General im März 1927 von Generalmajor Arthur Solly-Flood den Posten als Kommandeur der 42. Infanteriedivision (General Officer Commanding, 42nd (East Lancashire) Infantry Division) und verblieb auf diesem Posten bis zu seinem Tode im September 1928, woraufhin Generalmajor William Henry Beach im Januar 1929 seine Nachfolge antrat.
Moore war seit 1912 mit Gladys Jesse Chamberlain verheiratet.